# شالوم أليخم
شلوم عليخم (بالعبرية: שָׁלוֹם עֲלֵיכֶם, وهي التحية المنطوقة باللغة العبرية، والتي تعني «السلام عليكم». والرد المناسب لهذه العبارة هو «وعليكم السلام» (بالعبرية: עֲלֵיכֶם שָׁלוֹם), وتستخدم بصيغة الجمع "עֲלֵיכֶם" حتى ولو كان المخاطب شخص واحد; والتفسير الديني لهذهِ الصيغة هو أن يحيي المرء كلا الجسد والروح، ولكن من ناحية أخرى تستخدم اللغة العبرية صيغة الجمع كدليل على الإحترام.
يُعد هذا الشكل من التحية شكلاً تقليديًا بين اليهود في جميع أنحاء العالم والتي ذُكرت ست مرات في التلمود اليروشلمي (تلمود أرض إسرائيل). وتُعتبر هذه التحية أكثر شيوعًا بين يهود أشكناز.

## الأديان الأخرى
تشترك العديد من الأديان في هذه التحية.
تُستخدم هذه التحية من قبل المسلمون بغض النظر عن اختلاف لغاتهم وخلفياتهم العرقية. والرد المناسب للتحية «وعليكم السلام».
يستخدم المسلمون من مختلف الأديان عبارة «السلام عليكم» وأشكالها المختلفة أيضا كتحية. تستخدم اللغة الآرامية واللغة السريانية «السلام عليكم».
تُعد السلام عليكم (باليونانية:"Εἰρήνη πᾶσι", باللاتينية "Pax vobiscum") التحية الطقسية الأولى للأسقف أو للكهنة خلال الخدمة الإلهية. يقول كهنة الكاثوليك اللذين ليسوا أساقفة في القداس الإلهي «ليكن الرب معك» ويكون الرد «ومع روحك». تستخدم الأساقفة والكهنة تحية مماثلة إلى حد ما في القداس الإلهي وهي «سلام الرب معك دائمًا». في الكنسية الأرثوذكسية دائمًا ما تكون التحية هي نفسها: تصحبك السلامة.
وكذلك، تستخدم تحية «تصحبك السلامة» في الطقوس الأنجليكانية للكنيسة الأسقفية وفي الكنائس الأنجليكانية الأخرى، مع الرد «وكذلك معك». وينطبق الشئ نفسه على بعض الكنائس المشيخية والإصلاحية., مثل الكنيسة المشيخية وكنيسة الأخوة.

## انظر أيضّا
- السلام عليكم